# Palazzo Arcimboldi
Palazzo Arcimboldi (già Casa dei Corbella) era un palazzo seicentesco di Milano. Storicamente appartenuto al sestiere di Porta Ticinese, si trovava in via dell'Unione 12. Crollò a seguito dei bombardamenti del 14 febbraio 1943.

## Storia e descrizione

Lo scalone barocco.

L'edificio, alto tre piani, si sviluppava attorno ai due cortili, dei quali il secondo presentava un notevole porticato con affreschi di storie mitologiche sulle pareti e immagini di Apollo e Diana con putti alati sulle volte. Erano affrescati anche gli ambienti interni, fra cui la cappella con l'Assunzione della Vergine e il teatro. Pregevole lo scalone barocco a quattro rampe, con balaustra in pietra traforata decorata con aquile, putti e altre figure fantastiche.
Allo stato attuale nessun documento attesta la proprietà di questo palazzo alla famiglia Arcimboldi, che dovrebbe esserne entrata in possesso nella seconda metà del Settecento: ancora nel 1722 l'edificio viene indicato infatti come Casa dei Corbella, famiglia imparentata coi Melzi.
Allo stato attuale di Palazzo Arcimboldi non rimane più niente: il palazzo crollò infatti a seguito dei bombardamenti del 14 febbraio 1943, che distrussero anche il vicino Palazzo Cicogna.